# Ząbkowiec ochrowy

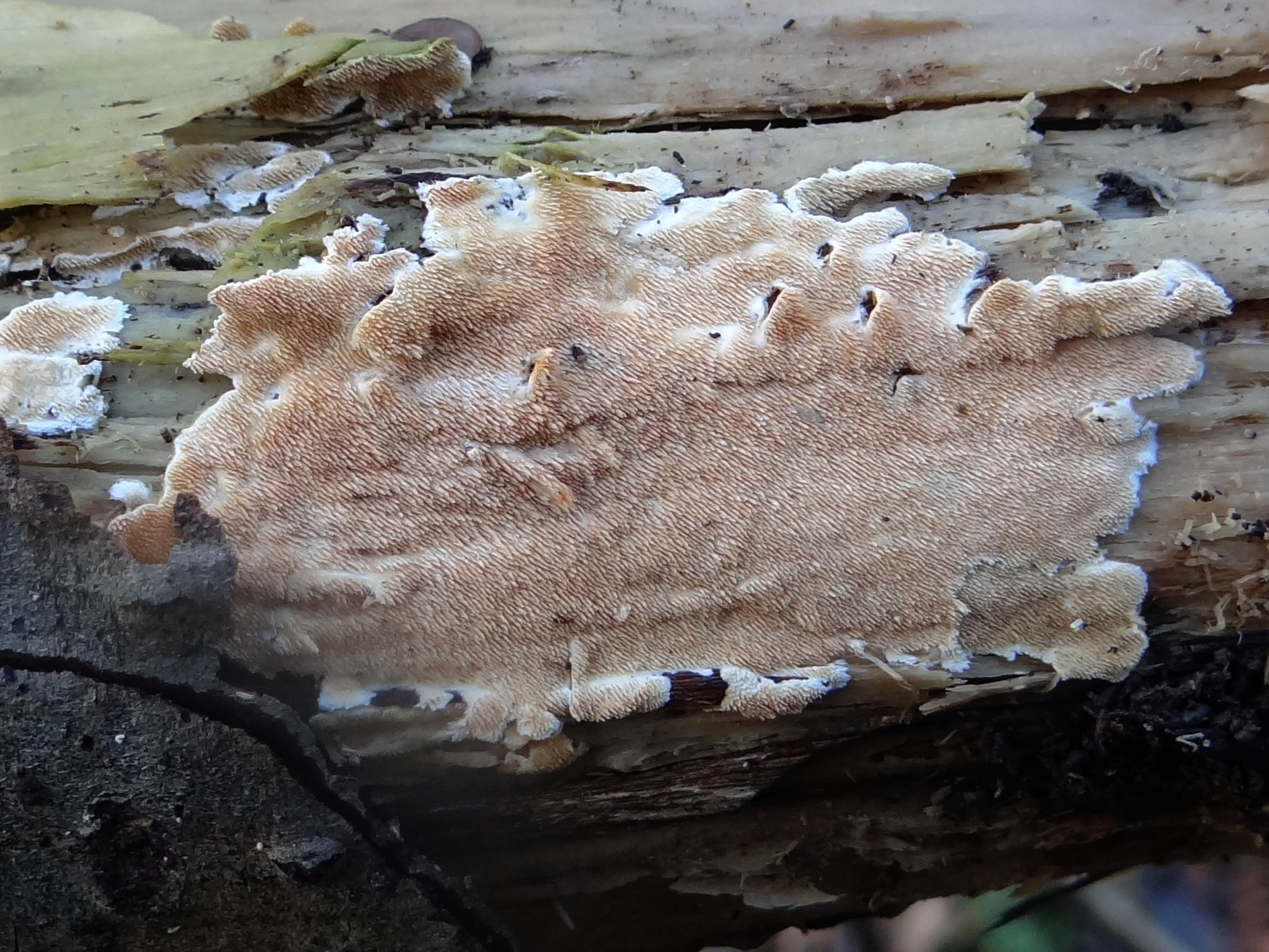

Ząbkowiec ochrowy (Steccherinum ochraceum (Pers.) Gray) – gatunek grzybów z rodziny ząbkowcowatych (Steccherinaceae). 

## Systematyka i nazewnictwo
Pozycja w klasyfikacji: Steccherinum, Steccherinaceae, Polyporales, Incertae sedis, Agaricomycetes, Agaricomycotina, Basidiomycota, Fungi (według Index Fungorum).
Po raz pierwszy takson ten zdiagnozował w 1792 r. Christian Hendrik Persoon nadając mu nazwę Hydnum ochraceum. Obecną, uznaną przez Index Fungorum nazwę nadał mu w 1821  r. Frederick William Gray, przenosząc go do rodzaju Steccherinum. 
Synonimów naukowych ma ok. 40. Niektóre z nich

- Acia denticulata (Pers.) P. Karst.
- Climacodon ochraceus (Pers.) P. Karst.
- Gloiodon pudorinus (Fr.) P. Karst.
- Hydnum decurrens Berk. & M.A. Curtis, J. Linn
- Hydnum denticulatum Pers
- Hydnum ochraceum Pers., in Gmelin
- Hydnum pudorinum Fr.
- Hydnum rhois Schwein.
- Irpex ochraceus (Pers.) Kotir. & Saaren.
- Irpex rhois (Schwein.) Saaren. & Kotir.
- Leptodon ochraceus (Pers.) Quél.
- Mycoacia denticulata (Pers.) Parmasto,
- Mycoleptodon decurrens (Berk. & M.A. Curtis) Pat.
- Mycoleptodon ochraceus (Pers.) Bourdot & Galzin,
- Mycoleptodon pudorinus (Fr.) Pat.
- Mycoleptodon rhois (Schwein.) Nikol.
- Odontia denticulata (Pers.) Pat.
- Odontina denticulata (Pers.) Pat.
- Sarcodontia denticulata (Pers.) Nikol.
- Steccherinum rhois (Schwein.) Banker

Nazwa polska występuje w pracy Barbary Gumińskiej i Władysława Wojewody i innych. W. Wojewoda w swoim dziele Krytyczna lista grzybów podstawkowych Polski proponuje nazwę porokolczak ochrowy, ale dla synonimu Irpex ochraceus (Pers.) Kotir. & Saaren. 

## Morfologia
Owocniki
Jednoroczne. Gdy rosną na poziomym podłożu są rozpostarte, na pionowym rozpostarto-odgięte. Brzeg ostry, falisty, filcowaty i płony. Początkowo mają mniej więcej kolisty kształt, później tworzą łatwą do oderwania od podłoża powłokę o rozmiarze do 20 cm i grubości 0,5–2 mm. Odgięte jej części, tzw. kapelusiki, są półeczkowate i pofałdowane, mają szerokość 0,3–4,5 cm. Górna powierzchnia jest pofałdowana, koncentrycznie strefowana, aksamitna i ma kolor od białawego przez żółtopomarańczowy do szaropomarańczowego.
Hymenofor
Kolczasty, w kolorze od żółtoochrowego do morelowoochrowego, na starszych owocnikach blaknie. Kolce mają długość 1-2,5 mm, są stożkowate i czasami mają rozwidlone końce. W hymenium wystają liczne, grubościenne i inkrustowane cystydy. 
Miąższ
Twardy, skórzasty, żółtej barwy, bez wyraźnego smaku i zapachu.
Wysyp zarodników
Biały Zarodniki bezbarwne, szerokowrzecionowate lub jajowate, gładkie, o rozmiarach 3–4 × 2–2,5 μm.

## Występowanie i siedlisko
Opisano jego występowanie na wszystkich kontynentach z wyjątkiem Ameryki Południowej i Antarktydy, najliczniej na półkuli północnej. W Polsce jest szeroko rozprzestrzeniony i dość częsty. 
Występuje w lasach i parkach, na martwym drewnie, głównie drzew liściastych. Rośnie przez cały rok na okorowanych i nieokorowanych pniach i gałęziach. Stwierdzono występowanie na następujących drzewach i krzewach: olsza szara, brzoza brodawkowata, grab, leszczyna, buk, dąb, wierzba i bez czarny.

## Znaczenie
Saprotrof. Powoduje białą zgniliznę drewna.

## Gatunki podobne
- Steccherinum bourdotii, który jednak jest grubszy, większy, ma dłuższe i grubsze kolce o ochrowo zabarwionych końcach[4],
- ząbkowiec strzępiasty (Steccherinum fimbriatum), który ma rozpostarty owocnik bez odgiętych kapelusików, kolce bardzo krótkie, hymenofor czekoladowy lub brązowawy, a na brzegach liczne, nitkowate sznureczki grzybni[3],
- może też być pomylony z niektórymi skórnikami.